# Scottish Championship 2013-2014
La Scottish Championship 2013-2014 è stata la 108ª edizione della seconda serie del campionato di calcio scozzese, la 19ª edizione nel formato corrente di 10 squadre, la 1ª edizione col nome Scottish Championship e sotto l'organizzazione della Scottish Professional Football League (SPFL). La stagione è iniziata il 10 agosto 2013 e si è conclusa il 18 maggio 2014.

Il Dundee ha vinto il campionato ed è stato promosso direttamente in Scottish Premiership. L'Hamilton Academical ha vinto i playoff promozione sconfiggendo ai calci di rigore l'Hibernian ed è stato promosso.

Il Greenock Morton, classificatosi all'ultimo posto, è stato retrocesso direttamente in Scottish League One.

## Stagione

### Novità
Il Queen of the South è stato promosso in qualità di campione della Second Division 2012-2013, mentre l'Alloa Athletic è stato promosso dopo aver vinto i play-off promozione. Il Dundee è stato retrocesso dalla Premier League 2012-2013.
Dalla Second First 2012-2013 il Partick Thistle, primo classificato, è stato promosso in Premiership 2013-2014, mentre il Dunfermline, perdente dei play-off, e l'Airdrie Utd, ultimo classificato, sono stati retrocessi in League One 2013-2014.

### Formula
Il campionato è composto di 10 squadre che si affrontano in un doppio girone di andata-ritorno per un totale di 36 giornate.

La prima classificata viene promossa direttamente in Scottish Premiership. Per la prima volta dalla stagione 1996-1997, un posto nella prima serie del campionato scozzese viene assegnato attraverso il sistema dei play-off. Ai playoff partecipano la 2ª, la 3ª e la 4ª classificata e l'11ª classificata della Scottish Premiership 2013-2014. Prima si sfidano la 3ª e la 4ª classificata della Championship, con la vincente che sfida la 2ª classificata della Championship. La vincente di questa seconda sfida affronta la 9ª classificata della Premiership per un posto in Premiership 2014-2015.

L'ultima classificata viene retrocessa direttamente in Scottish League One. La 9ª classificata partecipa ai playoff per un posto in Scottish Championship assieme alla 2ª, alla 3ª e alla 4ª classificata in Scottish League One 2013-2014.

## Squadre partecipanti
| Club                | Città       | Stadio                     | Stagione precedente         |
| ------------------- | ----------- | -------------------------- | --------------------------- |
| Alloa Athletic      | Alloa       | Recreation Park            | 2º posto in Second Division |
| Cowdenbeath         | Cowdenbeath | Central Park               | 8º posto                    |
| Dumbarton           | Dumbarton   | Dumbarton Football Stadium | 7º posto                    |
| Dundee              | Dundee      | Dens Park                  | 12º posto in Premier League |
| Falkirk             | Falkirk     | Falkirk Stadium            | 3º posto                    |
| Greenock Morton     | Greenock    | Cappielow Park             | 2º posto                    |
| Hamilton Academical | Hamilton    | INew Douglas Park          | 5º posto                    |
| Livingston          | Livingston  | Almondvale Stadium         | 4º posto                    |
| Queen of the South  | Dumfries    | Palmerston Park            | 1º posto in Second Division |
| Raith Rovers        | Kirkcaldy   | Stark's Park               | 6º posto                    |

## Classifica finale
|  | Pos. | Squadra             | Pt | G  | V  | N  | P  | GF | GS | DR  |
|  | ---- | ------------------- | -- | -- | -- | -- | -- | -- | -- | --- |
|  | 1.   | Dundee              | 69 | 36 | 21 | 6  | 9  | 54 | 26 | +28 |
|  | 2.   | Hamilton Academical | 67 | 36 | 19 | 10 | 7  | 68 | 41 | +27 |
|  | 3.   | Falkirk             | 66 | 36 | 19 | 9  | 8  | 59 | 33 | +26 |
|  | 4.   | Queen of the South  | 55 | 36 | 16 | 7  | 13 | 53 | 39 | +14 |
|  | 5.   | Dumbarton           | 51 | 36 | 15 | 6  | 15 | 65 | 64 | +1  |
|  | 6.   | Livingston          | 46 | 36 | 13 | 7  | 16 | 51 | 56 | -5  |
|  | 7.   | Raith Rovers        | 42 | 36 | 11 | 9  | 16 | 48 | 61 | -13 |
|  | 8.   | Alloa Athletic      | 40 | 36 | 11 | 7  | 18 | 34 | 51 | -17 |
|  | 9.   | Cowdenbeath         | 40 | 36 | 11 | 7  | 18 | 50 | 72 | -22 |
|  | 10.  | Greenock Morton     | 26 | 36 | 6  | 8  | 22 | 32 | 71 | -39 |

Legenda:

      Promossa in Premiership 2014-2015
 Qualificata ai play-off
      Retrocessa in League One 2014-2015
Tre punti a vittoria, uno a pareggio, zero a sconfitta.
La classifica viene stilata secondo i seguenti criteri:
- Punti conquistati
- Differenza reti generale
- Reti totali realizzate
- Punti realizzati negli scontri diretti
- Differenza reti negli scontri diretti
- Reti realizzate negli scontri diretti
- play-off (solo per definire la promozione, la retrocessione e i playoff)

### Verdetti
- Dundee vincitore della Scottish Championship e promosso in Scottish Premiership 2014-2015
- Hamilton Academical vincitore dai playoff e promosso in Scottish Premiership 2014-2015
- Greenock Morton retrocesso in Scottish League One 2014-2015.

## Spareggi

### Playoff Premiership/Championship
Ai play-off partecipano la 2ª, 3ª e 4ª classificata della Championship (Hamilton Academical, Falkirk, Queen of the South) e la 9ª classificata della Premiership 2013-2014 (Hibernian).

#### Quarti di finale
| Squadra 1          | Totale | Squadra 2 | Andata | Ritorno     |
| ------------------ | ------ | --------- | ------ | ----------- |
| Queen of the South | 3 – 4  | Falkirk   | 2 – 1  | 1 – 3 (dts) |

#### Semifinali
| Squadra 1 | Totale | Squadra 2           | Andata | Ritorno |
| --------- | ------ | ------------------- | ------ | ------- |
| Falkirk   | 1 – 2  | Hamilton Academical | 1 – 1  | 0 – 1   |

#### Finale
| Squadra 1           | Totale | Squadra 2 | Andata | Ritorno               |
| ------------------- | ------ | --------- | ------ | --------------------- |
| Hamilton Academical | 2 – 2  | Hibernian | 0 – 2  | 2 – 0 (dts) (4-3 dcr) |

### Playoff Championship/League One
Vedi Scottish League One 2013-2014 Play-off promozione.

## Statistiche

### Classifica marcatori
Sito Ufficiale Archiviato il 17 febbraio 2015 in Internet Archive.
| Gol |  |  | Giocatore              | Squadra             |
| --- |  |  | ---------------------- | ------------------- |
| 20  |  |  | Rory Loy               | Falkirk             |
| 18  |  |  | Kane Hemmings          | Cowdenbeath         |
| 17  |  |  | Peter MacDonald        | Dundee              |
| 17  |  |  | Marc McNulty           | Livingston          |
| 14  |  |  | Anthony Andreu         | Hamilton Academical |
| 13  |  |  | James Keatings         | Hamilton Academical |
| 13  |  |  | Iain Russell           | Queen of the South  |
| 12  |  |  | Mickaël Antoine-Curier | Hamilton Academical |
| 12  |  |  | Gavin Reilly           | Queen of the South  |
| 11  |  |  | Greg Stewart           | Cowdenbeath         |